# Bertsch-Oceanview
Pour les articles homonymes, voir Bertsch.
Bertsch-Oceanview est une census-designated place située dans le comté de Del Norte, dans l’État de Californie. Sa population s’élevait à 2 436 habitants lors du recensement de 2010.

## Démographie
| Groupe            | Bertsch-Oceanview | Californie | États-Unis |
| ----------------- | ----------------- | ---------- | ---------- |
| Blancs            | 74,3              | 57,6       | 72,4       |
| Amérindiens       | 12,1              | 1,0        | 0,9        |
| Métis             | 6,3               | 4,9        | 2,9        |
| Asiatiques        | 3,9               | 13,1       | 4,8        |
| Autres            | 3,3               | 17,4       | 6,4        |
| Afro-Américains   | 0,1               | 6,2        | 12,6       |
| Total             | 100               | 100        | 100        |
|                   |                   |            |            |
| Latino-Américains | 12,7              | 37,6       | 16,7       |

Selon l'American Community Survey, pour la période 2011-2015, 90,75 % de la population âgée de plus de 5 ans déclare parler l'anglais à la maison, 6,70 % déclare parler l'espagnol, 1,34 % une langue amérindienne, 1,08 % l'hindi et 0,13 % une langue chinoise.
| 1860 | 1870 | 1890 | 1900 | 1910  | 1920 |
| ---- | ---- | ---- | ---- | ----- | ---- |
| 638  | 458  | 907  | 699  | 1 114 | 955  |

| 1930  | 1940  | 1950  | 1960  | 1970  | 1980  |
| ----- | ----- | ----- | ----- | ----- | ----- |
| 1 720 | 1 363 | 1 706 | 2 958 | 2 586 | 3 075 |

| 1990  | 2000  | 2010  | - | - | - |
| ----- | ----- | ----- | - | - | - |
| 4 380 | 4 006 | 7 643 | - | - | - |

## Source
- (en) Cet article est partiellement ou en totalité issu de l’article de Wikipédia en anglais intitulé « Bertsch-Oceanview, California » (voir la liste des auteurs).

1. ↑  (en) « Bertsch-Oceanview, CA Population - Census 2010 and 2000 », sur censusviewer.com (consulté le 26 août 2016)
2. ↑  (en) « Population of California - Census 2010 and 2000 », sur censusviewer.com (consulté le 26 août 2016)
3. ↑  (en) « Language spoken at home by ability to speak English for the population 5 years and over », sur factfinder.census.gov.
4. ↑  « Statistiques des États-Unis - Californie - Profils des communautés de 2010 » (consulté en novembre 2020)